# Umberto Bombana
Umberto Bombana (Clusone, 1963) è un cuoco italiano, chef e coproprietario del ristorante 3 stelle Michelin 8½ Otto e Mezzo Bombana di Hong Kong, l'unico ristorante italiano ad aver ricevuto tale riconoscimento al di fuori dell'Italia.
La stampa di settore lo definisce "il re del tartufo bianco".

## Biografia
Nato a Clusone, nella bergamasca, fu inizialmente ispirato dalla nonna che cucinava per una famiglia aristocratica.
Bombana ha studiato poi all'istituto alberghiero e soprattutto si è formato al ristorante "Antica osteria del Ponte" con lo chef Ezio Santin, a Cassinetta di Lugagnano nei pressi di Milano.
Nel 1983 si è trasferito a Los Angeles per lavorare da Mauro Vincenti al "Rex Il Ristorante", dove si è distinto per la cucina regionale. Nel 1993 si è spostato in Asia, dove ha lavorato al ristorante "Toscana" presso l'hotel Ritz-Carlton di Hong Kong. Nel 2006 è stato eletto Ambasciatore nel mondo del tartufo Bianco d'Alba dall'Enoteca Regionale Piemontese Cavour di Grinzane Cavour.
Nel 2008 il Ritz-Carlton chiuse per lavori e nel 2009 con Roland Schuller apre il ristorante "The Drawing Room" nella stessa città, passata nel frattempo sotto sovranità cinese, insignito di una stella Michelin.
Nel 2010 Bombana ha aperto "8½ Otto e Mezzo Bombana" a Hong Kong, che ha ricevuto due stelle Michelin poco dopo l'apertura, mentre nel 2011 il ristorante ha ottenuto il massimo riconoscimento delle tre stelle della guida. Nel 2012 "8½ Otto e Mezzo Bombana" ha aperto anche a Shanghai (due stelle Michelin nel 2017) e nel 2016 a Macao (una stella Michelin). Del 2013 è invece l'apertura di "Opera Bombana" a Pechino.
Nel 2017 Bombana ha aperto un nuovo ristorante sempre nel sud-est asiatico, l'"Octavium", situato all'ottavo piano del One Chinachem Central a Hong Kong.
Bombana è socio dell'associazione dei cuochi europei Euro-Toques.
Nel 2017 Bombana fu insignito dell'Ordine al merito della Repubblica italiana, consegnato dal console generale d'Italia a Hong Kong, Antonello De Riu.

## Premi e riconoscimenti

### 8½ Otto e Mezzo Bombana Hong Kong
- 3 Stelle Michelin    (dal 2011)[9]

### 8½ Otto e Mezzo Bombana Shanghai
- 2 Stelle Michelin   (dal 2017)[10]

### 8½ Otto e Mezzo Bombana Macao
- 1 Stella Michelin  (dal 2016)[11]